# Irina Lepșa
Irina Lepșa, née le 6 juin 1992, est une haltérophile roumaine.

## Palmarès

### Championnats d'Europe
- 2018 à Bucarest
  -  Médaille d'argent de 63 kg.
- 2016 à Førde
  -  Médaille d'argent de 58 kg.
- 2015 à Tbilissi
  -  Médaille d'argent de 58 kg.
- 2013 à Tirana
  -  Médaille d'argent de 63 kg.